# Stupida allegria
Stupida allegria è un singolo della cantautrice italiana Emma, pubblicato il 6 dicembre 2019 come secondo estratto dal sesto album in studio Fortuna.

## Descrizione
Scritto da Giovanni De Cataldo, Franco126 e Dardust (quest'ultimi anche produttori), il brano racconta di un amore malinconico e tormentato. Marrone ha raccontato la nascita del testo assieme ai produttori:

## Promozione
La cantante ha scelto Stupida allegria come canzone d'apertura di un suo medley durante la prima serata del Festival di Sanremo 2020, in qualità di super ospite. Ha presentato il singolo anche ad Amici di Maria De Filippi, in due diverse occasioni: durante una puntata pomeridiana della fase iniziale, il 14 dicembre 2019, e nella prima puntata della fase serale, il 28 febbraio 2020, in duetto con la concorrente Gaia.
Il 10 gennaio 2020 è stata pubblicata una nuova versione del singolo caratterizzata dalla partecipazione vocale del rapper Izi.

## Accoglienza
Fabio Fiume di All Music Italia ha apprezzato il lavoro del team di produttori e compositori, scrivendo che il brano «mette assieme un arrangiamento a metà tra il pop e lo stornello e ben bilancia l'allegria del titolo con la malinconia che spesso è cemento anche per i rapporti più logorati». Giulia Crivelli di TV Sorrisi e Canzoni scrive che il brano è composto da «un buon ritmo, coinvolgente e orecchiabile» con «una sfumatura rap che tira fuori il lato più ruvido della cantante».
Francesco Raiola di Fanpage.it riscontra che «la cantante cambia terreno di gioco e lo fa con un testo che rispecchia la sua anima più alternativa. Un pezzo meno d'impatto radiofonico, forse, ma senza dubbio uno dei più riusciti e interessanti dell'album». Il giornalista scrive inoltre che il brano ha «un andamento più cantautorap e con un sentimento molto mediterraneo».

## Video musicale
Il video è stato girato a Marrakech sotto la regia di Attilio Cusani; è stato pubblicato il 19 dicembre 2019 attraverso il canale YouTube della cantante.

## Tracce
Testi e musiche di Franco126, Dario Faini e Giovanni De Cataldo.
1. Stupida allegria (feat. Izi) – 3:30

## Classifiche
| Classifica (2020) | Posizione massima |
| ----------------- | ----------------- |
| Italia            | 42                |